# اچ‌ام‌اس ریببل (۱۹۰۴)

{{Infobox ship characteristics
اچ‌ام‌اس ریببل (۱۹۰۴) (به انگلیسی: HMS Ribble (1904)) یک کشتی بود که طول آن ۲۳۱ فوت ۴ اینچ (۷۰٫۵۱ متر) Length overall بود. این کشتی در سال۱۹۰۴ (میلادی)|۱۹۰۴]] ساخته شد.